# Nesticus delfini
Nesticus delfini là một loài nhện trong họ Nesticidae.
Loài này thuộc chi Nesticus. Nesticus delfini được Eugène Simon miêu tả năm 1904.